# 莉娜·科斯滕科
莉娜·瓦西里芙娜·科斯滕科（羅馬化：Lina Vasylivna Kostenko；1930年3月19日—），乌克兰诗人、记者、作家、出版商和苏联异见人士。做为苏联六零人诗歌运动的发起人和主要代表，科斯滕科被认为是乌克兰最重要的诗人之一，同时她因复兴乌克兰语抒情诗而受到赞誉。科斯滕科获得了诸多荣誉，包括基辅莫希拉学院名誉教授、利沃夫大学和切尔诺夫策大学名誉博士学位、舍甫琴科国家奖和荣誉军团勋章。

## 早年生活

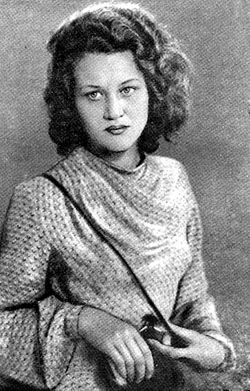
摄于1948年

莉娜·科斯滕科出生于乌克兰基辅州勒日希夫的一个教师家庭。1936年，她的家人从勒日希夫搬到乌克兰首都基辅，在基辅她完成了中学教育。1943 年，科斯滕科所就读的学校和她家人所在的特鲁哈尼夫岛被纳粹军队所烧毁。  科斯滕科后来写下《我生长于基辅的威尼斯》，诗中专门描述了这些事件。
高中毕业后，她先就读于國立德拉霍馬諾夫師範大學，后来又前往莫斯科马克西姆·高尔基文学研究所学习，并于1956年以优异的成绩毕业。

## 苏联时期

### 六零人运动
科斯滕科是六零人运动的发起人也是最重要的人物之一。她的诗歌具有典型的抒情性和复杂性，但也严重依赖警句、口语和讽刺语言，通常批评威权主义。科斯滕科因复兴乌克兰语抒情诗而受到赞誉并被称为乌克兰最伟大的女诗人之一。乌克兰流亡学者伊万·科什利维茨称她的作品“史无前例”，因为科斯滕科的诗歌偏离了当时苏联文坛所提倡的社会主义现实主义。
20世纪60年代初，她参加了基辅创意青年俱乐部文学晚会。从高尔基文学研究所毕业后，她先后出版了三本诗集：1957年的《地球光芒》 、1958年的《风帆》和1961年的《心之旅》。这些诗集在乌克兰读者中非常受欢迎。然而，由于科斯滕科不愿苏联当局审查她的诗歌，苏联政府对科斯滕科采取了静默政策。

### 苏联政府与之冲突
1961年，她被当局批判为“非政治主义”，根据她的剧本改编的电影《风之路》被迫暂停。1963年，诗集《星积分》《王子山》遭遇下架。1958年之后，科斯滕科的诗歌发表在捷克斯洛伐克杂志和波兰报纸上。乌克兰读者主要通过地下读物看到科斯滕科的作品。1965年，科斯滕科签署了一封反对苏联当局逮捕乌克兰知识分子的抗议信。在法院审判乌克兰政治家霍林兄弟时，她向兄弟俩扔了花。她与同为诗人的伊万·德拉赫一起向《Zhovten》杂志编辑部和利沃夫作家发出呼吁，呼吁为被捕者辩护。受到科斯滕科等人的感召，杂志编辑们一齐向法院提起诉讼，要求博赫丹·霍林获得保释。尽管这些努力并没有影响法院的判决，但它们影响了当时乌克兰异见人士们的士气。
1966年5月，被苏联当局认为是“民族主义不法之徒”的乌克兰国家作家联盟中的一部分年轻成员向科斯滕科表示赞扬，认为科斯滕科捍卫了自己的立场，并为博赫丹·霍林等进行辩护。1967 年，奥梅尔扬·普里察克提名科斯滕科和伊万·德拉赫以及乌克兰老诗人和政治家巴甫洛·蒂奇纳 获诺贝尔文学奖。1968年，她写信为维亚切斯拉夫·乔尔诺维尔进行辩护，同时回应《乌克兰文学》报纸对他的诽谤。此后，苏联媒体多年避免提及莉娜·科斯滕科的名字。
1973年，利娜·科斯滕科被乌克兰共产党中央意识形态委员会书记瓦连廷·马兰丘克列入黑名单。直到1977年，马兰丘克卸任后，她的诗集《在永恒之河的岸边》才得以出版，并于1979年，根据社会革命卫队主席团的一项特别法令，她的一部关于马鲁西亚·楚莱的历史小说得以出版，该小说的热度经久不衰。1987年，她被授予乌克兰苏维埃社会主义共和国塔拉斯·舍甫琴科国家奖。

## 独立乌克兰时期
1991年，科斯滕科搬到切尔诺贝利，称她希望“获得力量”，但她警告其他人不要效仿她。2000 年，她的丈夫瓦西里·茨维尔库诺夫去世后，她开始中断写作。
2010年，科斯滕科的第一部小说《乌克兰狂人手记》出版。《手记》发行后科斯滕科原本打算在乌克兰各地进行一次图书巡演，但在利沃夫突然结束，据称是因为科斯滕科受到了兜售免费演讲门票的利沃夫居民或某位不喜欢这本书的评论家的冒犯。
2005年，时任乌克兰总统尤先科试图向科斯滕科授予乌克兰英雄称号，这是乌克兰的最高荣誉。然而，科斯滕科拒绝了这一奖项，并宣称“我不会佩戴政治珠宝”。
2018年7月，莉娜·科斯滕科对乌克兰文化人士写给被俄罗斯监禁的乌克兰导演奥列格·森佐夫的公开信表示支持。
2022 年俄罗斯入侵乌克兰期间，科斯滕科批评了使用淫秽语言，并公开反对其合法化，她在社交媒体上写道，“也许全世界没有语言（像乌克兰语一样）。这个语言如同夜莺的声音一般美妙，（而有的人）却使用它如魔鬼一般喋喋不休。”

## 荣誉
- 舍甫琴科国家奖（英语：Shevchenko National Prize）
- 安东诺维奇奖（英语：Antonovych prize）
- 基辅莫希拉学院名誉教授
- 利沃夫大学和切尔诺夫策大学名誉博士
- 小行星290127于 2005 年在安德鲁希夫卡天文台被发现，小行星中心决定以科斯滕科的名字命名。

## 著名作品
- 大地之光(1957)
- 风帆(1958)
- 心游(1961)
- 永恒之河岸边(1977)
- 创意(1980)
- 玛鲁西亚·楚莱(1979)
- 未解冻的雕塑花园(1987)
- 紫丁香之王(1987)
- 作品选（1989）
- 乌克兰狂人笔记(2010)

## 扩展阅读
- 科斯滕科的诗 （页面存档备份，存于） （烏克蘭語）
- 莉娜·科斯坚科诗歌中的乌克兰艺术歌曲 （页面存档备份，存于）